# Arumanai
Arumanai är en ort i Indien.   Den ligger i distriktet Kanniyakumari och delstaten Tamil Nadu, i den södra delen av landet, 2 300 km söder om huvudstaden New Delhi. Arumanai ligger 55 meter över havet och antalet invånare är 14 576.
Terrängen runt Arumanai är platt åt sydväst, men åt nordost är den kuperad. Runt Arumanai är det tätbefolkat, med 947 invånare per kvadratkilometer. Närmaste större samhälle är Neyyāttinkara, 17,6 km väster om Arumanai. I omgivningarna runt Arumanai växer huvudsakligen savannskog.